# فرناندو گوچو
فرناندو گوچو (به پرتغالی: Fernando da Silva Jaques) مهاجم اهل برزیل است که در شهر پورتو الگره-ریو گرانده جنوبی و در تاریخ ۱۲ ژانویهٔ ۱۹۸۰ به دنیا آمده‌است.
فرناندو گوچو در تیم‌های فوتبال Caxias-RS سابقهٔ حضور دارد.